# Нукуты
Нукуты (бур. Нүхэд) — село в Иркутской области. Административный центр сельского поселения «Нукуты».

## Географическое положение
Населённый пункт расположен в 23 километрах от районного центра, на высоте 424 м над уровнем моря.

## Внутреннее деление
Село состоит из 18 улиц:
- Болотова
- Борцов Революции
- Горный пер.
- Депутатский пер.
- Дружбы
- Луговая
- Луговой пер.
- Мира
- Набережная
- Октябрьская
- Первомайская
- Профсоюзная
- Профсоюзный пер.
- Рабочая
- Рабочий пер.
- Советская
- Школьный пер.
- Юбилейная

## Происхождение названия
Название Нукуты происходит от бурятского нүхэн, что означает «яма», нүхэд — «место с ямами». Возможно, данное название обусловлено наличием в окрестностях села карстовых явлений, в том числе провалов и ям. Они образуются в результате вымывания водой легкорастворимой горной породы — гипса, известняков, распространённых в этой местности (долина р. Унга) и последующего оседания грунта.

## Инфраструктура
В населённом пункте функционирует школа, находится администрация муниципального образования и другие учреждения. В 2014 году взамен закрывшегося в 2010 году построен детский сад.

## Население
| 1939 | 1959  | 2002 | 2010 | 2011 | 2012 |
| ---- | ----- | ---- | ---- | ---- | ---- |
| 1601 | ↗1988 | ↘767 | ↘712 | ↘711 | ↘696 |

## Известные люди
- Валерий Петров — юрист, прокурор, Главный военный прокурор России (с 28 июня 2017 года)[9].